# Zaan

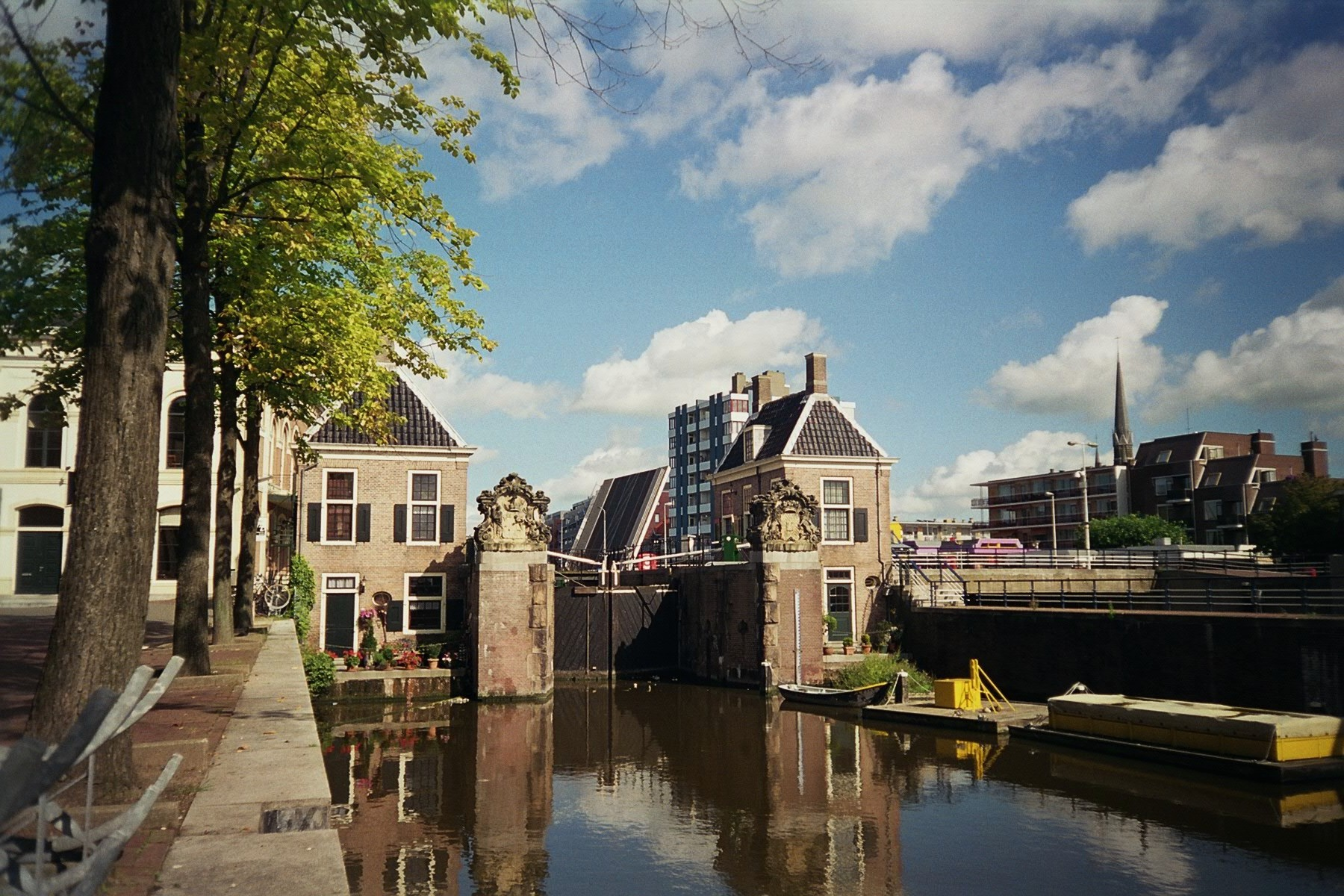
Gamla slussar i Zaan vid Zaandam

Zaan är en liten flod (10 km lång) i den nordliga provinsen Noord-Holland i Nederländerna, vars område bär samma namn som floden. Floden flyter igenom kommunen Zaanstad, norr om Amsterdam, från West-Knollendam norr om Zaandam till söder, där den mynnar ut i IJ.